# Raymond Durand

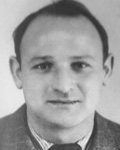
Raymond Durand

Raymond Durand (* 29. Januar 1908 in Marseille; † 30. Oktober 1989) war ein französischer Fußballspieler.

## Vereinskarriere
Durand war 17 Jahre alt, als er 1925 in die erste Mannschaft des südfranzösischen Klubs Olympique Marseille aufgenommen wurde; mit dieser erreichte er das nationale Pokalfinale 1927 und stand in diesem auf dem Platz, wobei er sich dank eines 3:0-Sieges gegen die US Quevilly den ersten Titel seiner Laufbahn sichern konnte. In den nachfolgenden Jahren blieb er dem Klub treu und gehörte der Mannschaft weiterhin an, als Marseille sich die Teilnahme an der 1932 beginnenden Erstaustragung der Division 1 sichern konnte und somit zum Profiverein avancierte. Bei dem ersten Spiel seiner Mannschaft in der neugeschaffenen höchsten Liga des Landes gegen Olympique Lille lief Durand am 11. September 1932 auf und erreichte bei dem 2:1-Sieg damit sein Profidebüt. Im Verlauf der Saison 1932/33 absolvierte er alle 18 Spiele in der damals noch zweigleisig ausgetragenen Liga, auch wenn das Team durch einen zweiten Platz den Einzug ins Finale um die Meisterschaft verpasste.
Allerdings wurde er nicht eingesetzt, als Marseille am Ende der Spielzeit 1933/34 im Pokalendspiel scheiterte; im Jahr darauf erreichte der Verein erneut das Finale, in dem Durand aufgrund einer Verletzung seines Mannschaftskameraden Riahi Rabih aufgeboten wurde und mit dem 3:0-Erfolg gegen Stade Rennes den zweiten Titel seiner Laufbahn gewann. Der Profi blieb seinem Klub weiter treu, als kriegsbedingt während der Spielzeit 1939/40 die Meisterschaft nur noch inoffiziell ausgetragen wurde; am Saisonende stand er gegen Racing Paris zum dritten Mal bei einem Pokalfinale auf dem Platz, musste aber eine 1:2-Niederlage hinnehmen. Anschließend beendete der damals 32-Jährige seine Karriere und lebte bis zu seinem Tod im Jahr 1989 zurückgezogen vom Fußball. Sein Sohn Albert Durand ergriff ebenfalls den Beruf des Fußballspielers.

## Nationalmannschaft
Der Spieler konnte sein Debüt für die französische Nationalelf feiern, als er am 15. Februar 1931 bei einer 1:2-Niederlage in einem Freundschaftsspiel gegen die Tschechoslowakei aufgeboten wurde; eine weitere Berücksichtigung für die Auswahl seines Landes erfolgte danach jedoch nicht mehr.